# رضاییان
رضاییان یک نام خانوادگی است. افراد سرشناس با این نام از این قرارند:
- علی رضاییان، استاد رشته مدیریت اهل ایران
- ، بازیکن فوتبال اهل ایران
- ، بازیکن فوتبال اهل ایران
- جیسون رضاییان، خبرنگار ایرانی-آمریکایی واشینگتن‌پست